# 김조근
김조근(金祖根, 1793년 7월 1일 ~ 1844년 1월 2일)은 조선 후기의 문신이며 외척으로 자는 백술(伯述) 호는 자오(紫塢) 시호는 효간(孝簡)이며 본관은 (신) 안동이다. 영의정 김수항의 6대손이며, 증조부는 남원부사 증 좌찬성 김탄행(金坦行), 조부는 정조대의 재상 좌의정 익헌공 김이소(金履素), 아버지는 충주목사 김지순(金芝淳)이다. 철종의 장인 영은부원군 김문근과는 8촌이며, 순조의 장인 영안부원군 김조순과는 7촌간이다. 효현왕후의 부친이자 헌종의 장인으로 순조 헌종 철종 때까지 이어진 안동김씨 세도의 중심 인물이었다.

## 생애
할아버지는 의정부좌의정 김이소이고 아버지는 함양군수와 충주목사를 지내고 증 영의정에 추증된 김지순(金芝淳)이다. 숙종대의 재상 김수항의 6대손으로 5대조는 김창집이며 고조부는 김제겸이며, 증조부는 남원부사 증 좌찬성 김탄행이다. 순조의 장인 김조순은 7촌 아저씨뻘이 된다.
1816년(순조 16) 생원이 되고, 음보(蔭補)로 관직에 올라 1827년 시직(侍直), 1830년 제용감봉사, 의영고직장을 거쳐 1831년 장원서별제, 호조좌랑을 역임했다. 1832년(순조 32) 영희전영(永禧殿令)이 되었다. 이후 의령·광주(廣州) 등지의 판관을 지냈다. 1837년(헌종 3) 광주판관에서 특별 승진해 승지에 이르고, 같은해 딸이 헌종비에 책봉되자 영흥부원군(永興府院君)에 봉해지고 영돈녕부사가 되었다. 이어 호위대장(扈衛大將)·어영대장·주사대장(舟師大將), 1838년 총융사·어영대장 등 무반의 중요직을 지냈다. 순조 때에 정권을 독점하여온 안동 김씨 세력은 헌종의 즉위와 함께 새로 대두한 풍양조씨의 세도세력에게 잠시 세력을 빼앗겼다. 그러나 순조비 순원왕후 김씨가 김조근의 딸을 헌종비로 맞아들임으로써 안동 김씨의 세도는 순조·헌종에 이어 철종대까지 계속되었다. 1844년 1월 2일 병으로 사망했다.

### 사후
사후 증 대광보국숭록대부 의정부 영의정에 추증되었으며, 묘소는 경기도 가평군 상면 행현리 350번지 산에 있으며, 맨 아래에는 정부인 김해김씨 묘, 그 위에는 아들 김병집의 묘가 있고 가장 맨 위의 묘가 그의 무덤이다. 그의 묘 인근에는 친족인 김제근, 김병엽의 묘소가 있다.

## 가족 관계
- 증조부 : 김탄행(金坦行)
  - 할아버지 : 좌의정 익헌공 용암 김이소(金履素)
    - 아버지 : 충주목사 김지순(金芝淳)
      - 부인 : 한성부부인 이씨
        - 아들 : 김병집(金炳潗)
          - 손자 : 김갑규(金甲圭) - 생부 김병서(金炳敍)

        - 장녀 : 남병철의 처 안동김씨(南秉哲 妻 安東金氏)
        - 차녀 : 효현왕후 김씨 - 조선 헌종의 정비